# ダンケルド
ダンケルド（英語: Dunkeld /dʌŋˈkɛl/, スコットランド語: Dunkell, 語源はスコットランド・ゲール語: Dùn Chailleann「カレドニア人の砦」）は、スコットランド・パース・アンド・キンロスの町。歴史的な大聖堂があり、テイ川の北岸、バーナムの対岸に位置する。地質学上でハイランド境界断層に近く、北部へ延びる幹線道路・鉄道路線が通ることからしばしば「ハイランドへの入り口」（英語: Gateway to the Highland）と呼ばれる。ハイランド本線のダンケルド・アンド・バーナム駅があり、現在のA9号線でパースからおよそ25キロメートル（15マイル）北に位置する。かつては同道路が市内を通っていたが、改良によって現在は町の西を迂回している。
ダンケルドはダンケルド大聖堂の所在地であり、17世紀後期から18世紀初期にかけてのスコットランドの町並みが非常によく残された例だと考えられている。ダンケルド内のおよそ20の家屋がナショナル・トラストによって修復されている。A9号線の西側にある、田園地帯の施設であるエルミタージュもナショナル・トラストの管理する物件となっている。
何百年にもわたり、ダンケルドと隣接するバーナムを結ぶ橋が掛けられており、トーマス・テルフォードによって設計され第4代アソル公爵が出資した現行の橋は1809年に完成した。

## 歴史

### 初期
Dùn Chailleann は「カレドニア人の砦」を意味する。この「砦」は町の北外れ、キングス・シートにあるヒルフォートだと推測されている（NO 009 430）。この名称は後に町・司教座となるこの場所が鉄器時代から重要であったことを意味している。
ダンケルド（Duncalden などの表記も初期の文書に見られる）はピクト人の王コンスタンティン・マク・ファーガス（820年頃死去）によって「創設」あるいは「建設」されたといわれている。この創設は既に世俗的な重要だった場所に宗教施設を設置したことだと考えられており、事実ピクト人の修道院が存在したことが知られている。スコットランド国王ケネス1世（Cináed mac Ailpín、843年 - 858年）はヴァイキングの襲撃に対処して849年に聖コルンバの聖遺物をアイオナ島から運び、当時存在した教会を新築した（土壁の簡易な家屋だった可能性がある）ことで知られている。ヴァイキングの襲撃から守るため、聖遺物はケネスの治世下でダンケルドとケルズ（アイルランド島・ミーズ県）に分割された。
大聖堂博物館所蔵の「使徒の石」（精密だが、ひどく傷んだ十字架板）はこの時代のものである可能性がある。保存状態のいい「ケルト人の」青銅製ハンドベル（かつてリトル・ダンケルド教区の教会に保存されていた。現在大聖堂博物館にレプリカが所蔵されている）もまた初期の修道院時代からの遺物である可能性がある。
のちの中世大聖堂は聖コルンバに捧げられたものであった。この初期の教会はしばらくの間スコットランド東部のキリスト教会で重要な地位を占めていた（その地位は10世紀にセント・アンドルーズに譲られることとなる）。『アルスター年代記』の865年の項目でアルトグスの子で、フォートリューの主任司教（古アイルランド語: primepscop）およびダンケルド司教トゥアールの死が述べられている。修道院は903年にテイ川を遡ってきたデンマーク・ヴァイキングの襲撃を受けるが、その後も11世紀まで繁栄をつづけた。当時司教を務めたダンケルドのクリナン（1045年死去）はマルカム2世（1005年 - 1034年）の娘と結婚し、ダンカン1世（1034年 - 1040年）およびその血を引くスコットランド王家の祖となった。

### 中世

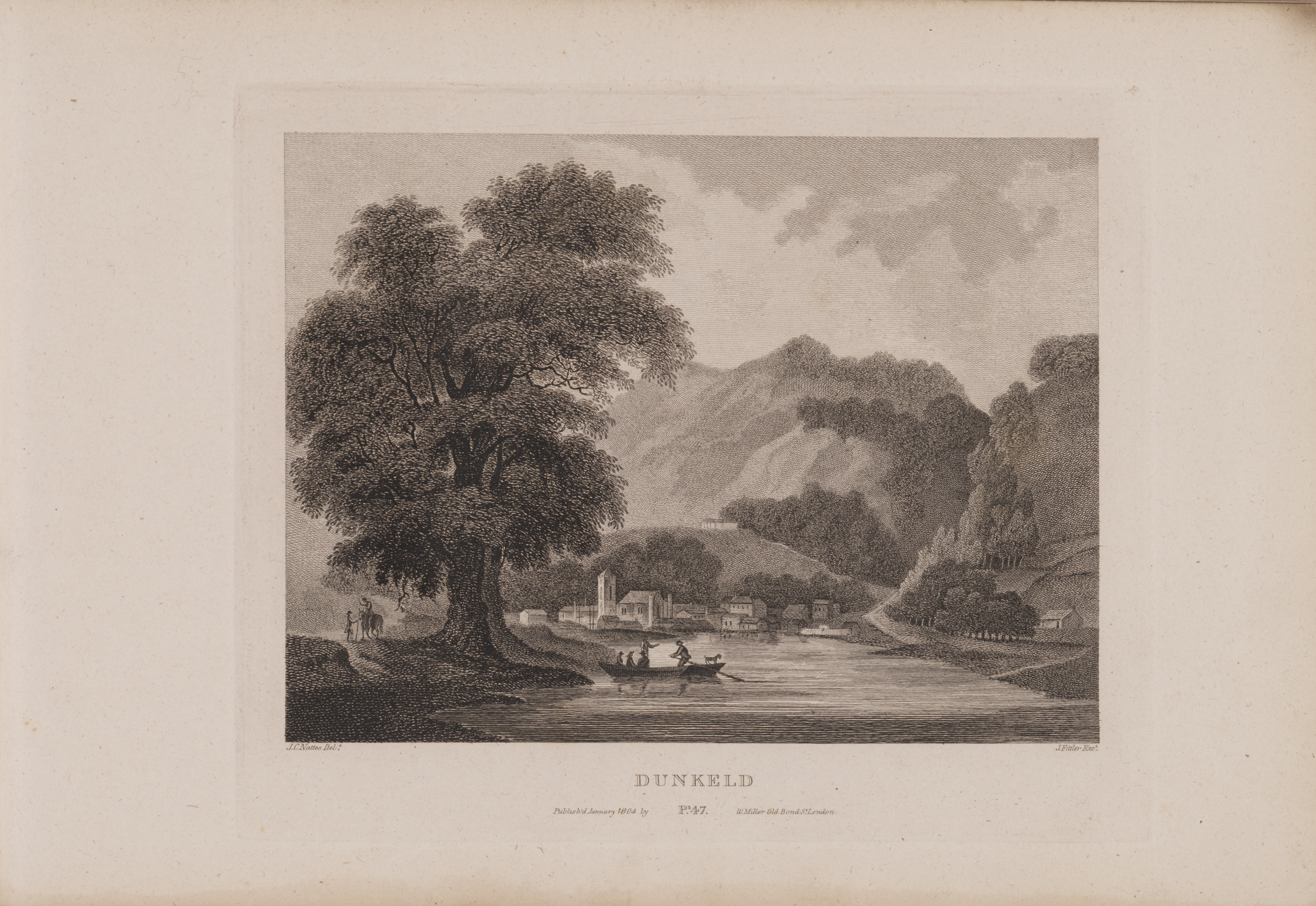
ジェームズ・フィットラーが『スコシア・デピクタ』で描いたダンケルドの版画、1804年

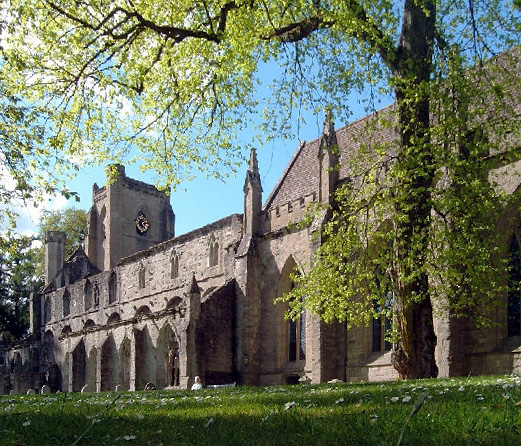
ダンケルド大聖堂

ダンケルド司教管区はアレグザンダー1世（1107年 - 1124年）の下で再興された。1183年から1189年の間、それまでスコットランド西海岸までを含んでいたダンケルド教区から、新設されたアーガイル教区が分離された。1300年までにダンケルド司教は60の教区教会を管理しており、そのうちいくつかはセント・アンドルーズ司教管区およびダンブレーン司教管区に散らばっていた。
大部分が修復され、現在も教区教会として用いられている大聖堂クワイヤは側廊を持たず、13から14世紀に遡る。身廊は15世紀初期に建てられた。西塔、南の縁側、そして（現在大聖堂博物館のある）参事会堂は1450年から1475年の間に付け加えられた。大聖堂は16世紀半ばの宗教改革とそれに伴う偶像破壊によって豊かな装飾品を失っている。17世紀初期以降、身廊と縁側は屋根がないままである。それらと塔は21世紀現在スコットランド歴史環境協会によって管理されている。
塔の丸天井の下、1階にはスコットランドでも貴重な宗教改革以前の、聖書の場面を描いた壁画の残骸（1490年頃）が残されている。なかでもソロモンの判決を描いたものは特に保存状態が良好である。これは中世にこの空間が司教法廷として使われていたことの名残である。塔内部には槍と酒角を持った騎手をかたどったピクト人の彫刻や中世の墓標など、大聖堂及びその周辺にまつわる石細工の断片が保存されている。
大聖堂博物館はクワイヤの北側、かつての参事会堂・聖具室に所在する。宗教改革後、この部屋はアソル伯、候および公爵たちによって葬儀時の通路として使われ、17世紀から19世紀初期にかけての精巧な記念碑を多数保有している。

### ダンケルドの戦い（1689年）
古くからの町並みの多くは1689年8月21日、ウィリアム・クレランド中尉（戦いで戦死）率いる第26歩兵連隊がキリークランキーの戦いに勝利したばかりのジャコバイトを打ち破ったダンケルドの戦いによって破壊されている。マスケット弾によって空いた穴が大聖堂の東側破風に現在も確認できる。

### その後の歴史
George Smyttan 博士（FRSE, HEIC, 1789年 - 1863年）はダンケルドで生まれ育ち、生涯にわたってバーナムとつながりを持ち続けた。
ダンケルドは1891年まで一部ケイパス教区に属していた。
ダンケルドのハイストリート訓練所は1900年に完成した。
1809年、トーマス・テルフォードによってテイ川にかけられた新たな橋は町の向きを一変させた。橋は町の東外れにかけられ、新しい通り（ブリッジ通・アソル通）は従来の向きと直角に伸ばされた。

## 町並み

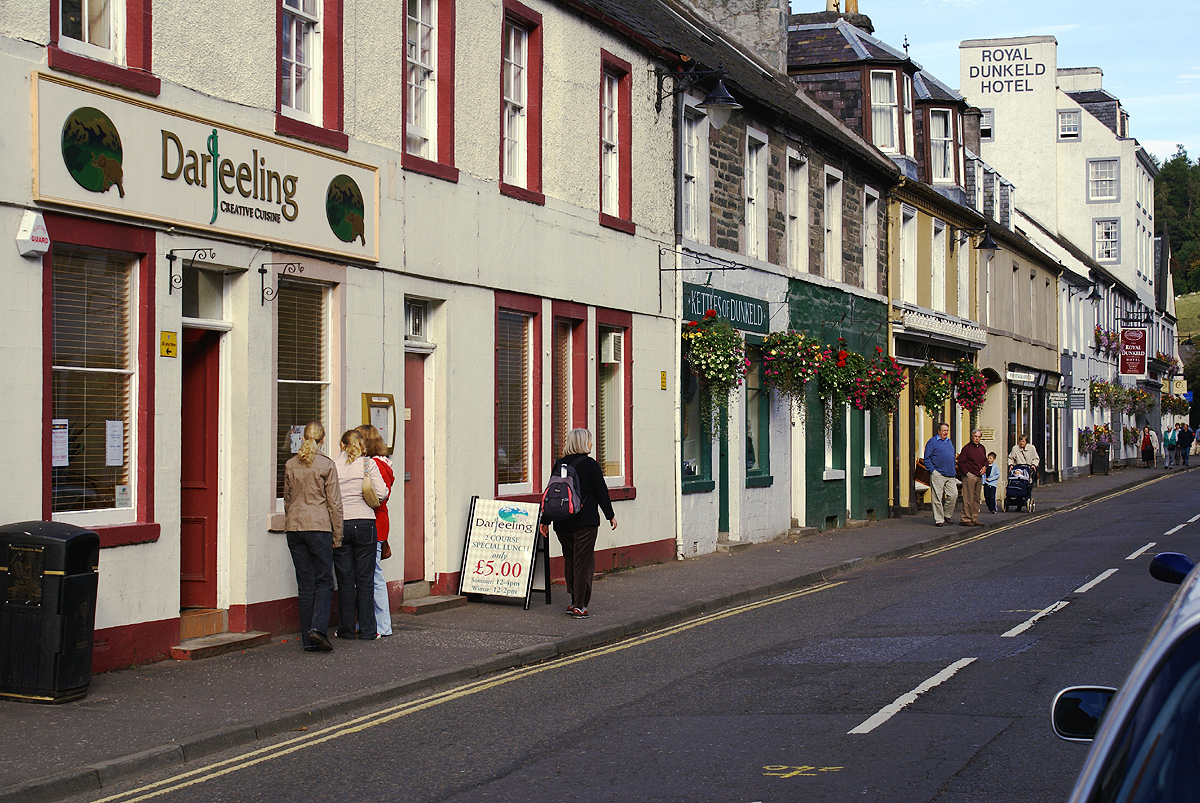
ダンケルドのメインストリートたるブリッジ通り

再建されたダンケルドの町は18世紀スコットランドの地方都市の町並みの中でも特に完成度の高いものである。多くの harled な（荒っぽい設計の）伝統家屋がナショナル・トラスト（NTS）によって修復されている。旧市街の通りはテイ川と平行に「Y字型」に敷かれている。「クロス」として知られる長い「V字」から1つの通り（ブレイ通り・ハイ通り）が東に伸びている。この大通りから伸びるクローズ（Close、小道）は家屋の裏庭に繋がっている（スコットランドの町で伝統的に見られるつくり）。古くからのマーカット・クロスには、1866年にジョージ・マレー第6代アソル公爵（1814年 - 1864年）を記念してネオ・ゴシック様式の噴水が建てられている。公がグランド・ロッジ (スコットランド)のグランド・マスターを務めた（1843年 - 1864年）こともあり、噴水は紋章学とフリーメーソンに因んだ装飾で著名である。
クロスの西端には1757年建築のエル商店（NTS、角にエルの長さを示す鉄棒が取り付けてあるのが由来）が建っている。この建物はかつて中世、聖ゲオルギオスに捧げられた病院があった場所に建てられていると言われている。同じ通りの北西角にはR＆Rディクソン設計の、1853年にネオ・ゴシック様式で建てられたアソル公爵夫人女学校がある。6代目アソル公爵夫人でヴィクトリア女王の礼服使用人を務めたアン・ホーム＝ドラモンドに因んでアン公妃と一般に知られる。建物は展覧会などに使われ、特に毎年夏に行われる人気のダンケルド芸術展覧会の会場として名高い。

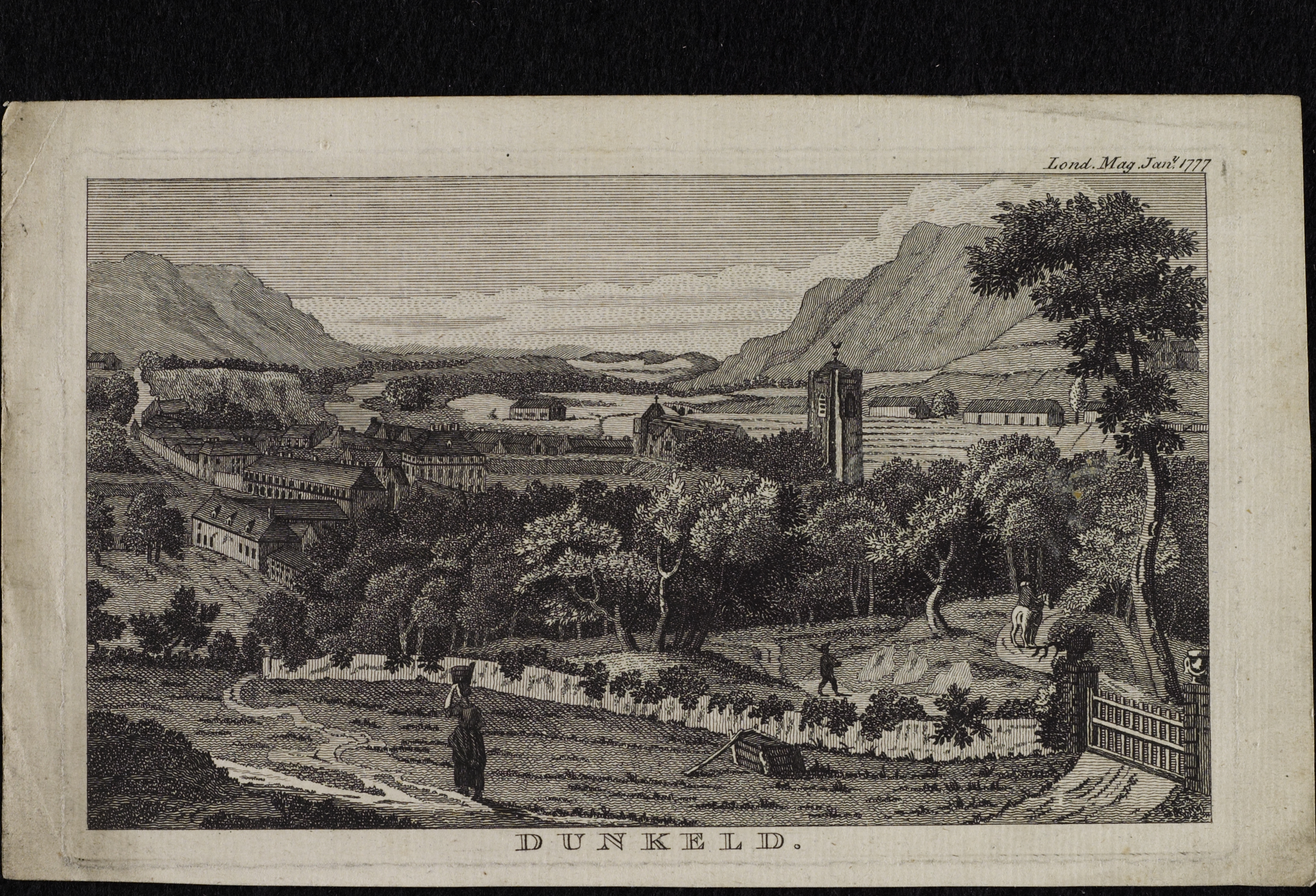
『ロンドン・マガジン』に見られるかつてのダンケルド、1777年1月。

「Y字」の左枝は大聖堂通りとして中世のダンケルド大聖堂まで伸びており、右枝（現在は大部分が閉鎖されている）は元々ダンケルド館（1676年 - 1684年、ウィリアム・ブルースによって初代アソル侯爵のために建てられた）に伸びていた。17世紀スコットランドの屋敷の1つで、1827年に解体された。ネオ・ゴシック様式で新たな屋敷が建てられる予定であったが、未完成に終わった（目に見える遺構はない）。大聖堂周辺の一帯は中世（そしてそれ以前の）ダンケルド集落の中心であった。大聖堂の聖職者たちの館が並び、教会の西には司祭宮殿が聳える。

## 町の周辺

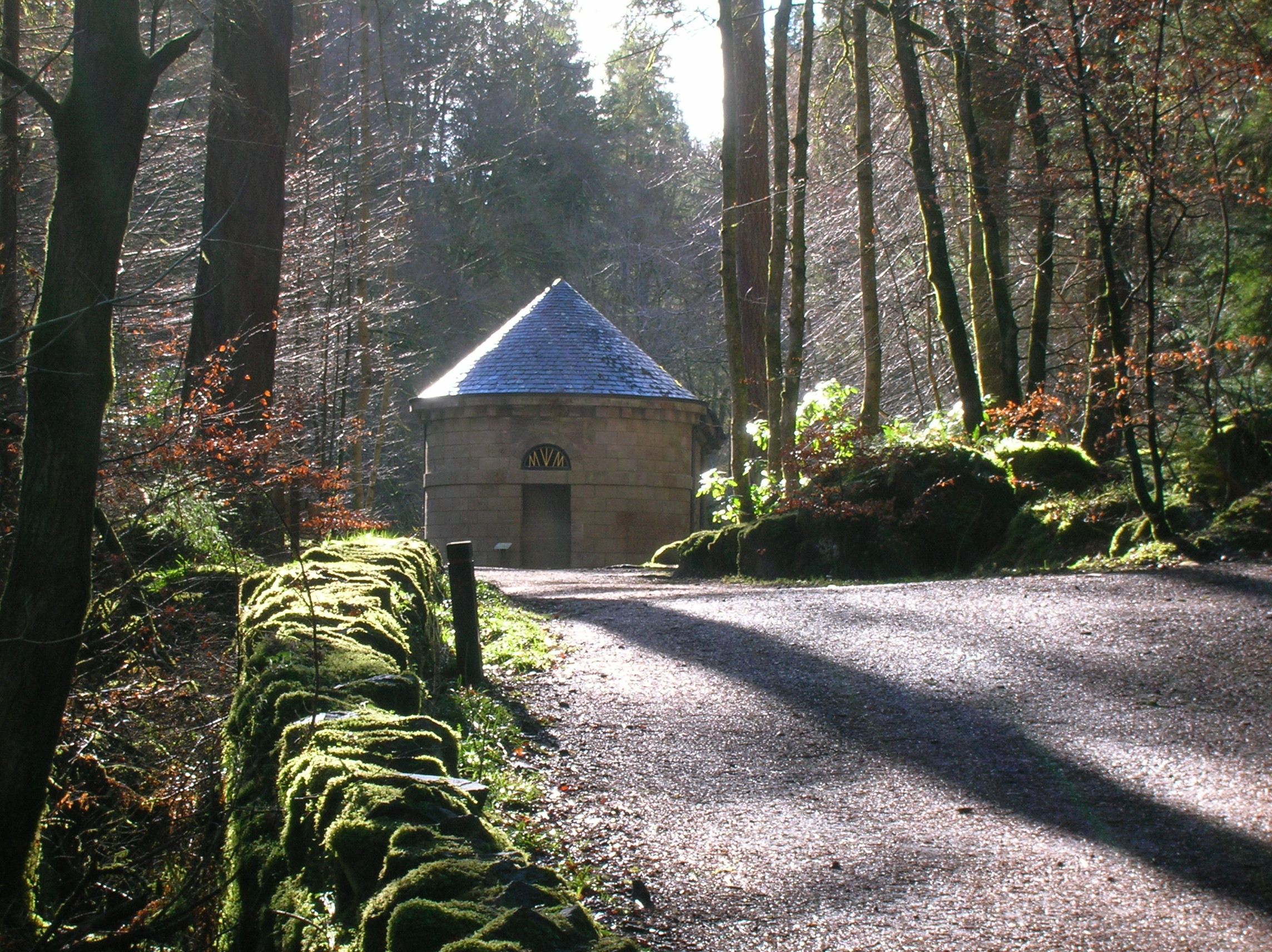
ダンケルド近くのクレイグヴィニアンの森にあるオシアンの鏡の間。

ダンケルドはスコットランド内で「大木地方」（英語: Big Tree Country）と呼ばれるエリアにある。この一帯は木々が鬱蒼と茂っており、シェイクスピアの『マクベス』に出てくるバーナムの森の唯一の名残と信じられているバーナム・オークなどの有名な木々が知られている。
マクベス　バーナムの森がダンシネインに押し寄せてくるまでは、おれは怖れもたじろぎもせんからな。—シェイクスピア『マクベス』五幕三場.
一帯にある他の有名な木として、3代のアソル公爵にフィドル奏者として仕えたニール・ガウがスコットランドで有名な多くのストラスペイやリールを作曲したニール・ガウのオークがインヴァーのガウ邸近くに生えている。ダンケルド大聖堂近くのオヤカラマツ（英語: Parent Larch）は1738年にチロル山脈から集められたカラマツ木最後の生き残りで、かつて地域での大規模なカラマツ植樹にその種が使われていた。
町を取り囲む田園地帯の多くは国家風致地区（NSA、優れた景観地区を指定し、一定の開発を規制することでその保護を図るものと定義され、スコットランドに40か所存在する）に指定されている。テイ川（ダンケルド）国家風致地区は5,708ヘクタール（14,100エーカー）の広さを持つ。地区の一部はパースシャーのハイランド地方に広がる森林帯で、フォレストリー・アンド・ランド・スコットランドが管理するテイ森林公園にも属している。町の北東3 km（2マイル）にはロウズ湖があり、スコットランド・ワイルドライフ・トラストによって管理されている。
一帯には遊歩道が多く存在する。バーナム山（Birnam Hill、マーシー荘園の中）の山頂（標高404 m・1,324フィート）は駅から2 km（1マイル）南に位置し、駅や東の駐車場から容易に登ることができる。ニュータイル（Newtyle、304 m・996フィート）やクレイギーバーンズ（Craigiebarns、270 m・900フィート）も近く、川を挟んで対岸にはクレイグ・ヴィニアン（Craig Vinean、380 m・1,247フィート）もバーナム山と共に聳える。
オシアンの鏡の間はダンケルド近くのエルミタージュ遊園にあるフォリーである。ナショナル・トラストが所有し、ブラーン川を取り囲む森林を通る遊歩道がある。

## 観光と文化
テイ川の中流という恵まれた立地から、サケ・マス釣りの拠点となっている。数マイル下流のケイパスで、ジョージナ・バランティンがブリテン島最大記録のサケを釣り上げている。
ダンケルド・アンド・バーナム・ゴルフ俱楽部（Dunkeld & Birnam Golf Club）はダンケルドの北、ロウズ湖を見下ろす立地にある 。
テルフォード橋を渡った先、リトル・ダンケルドはハイランドゲームズのバーナム会場となる。

## 交通

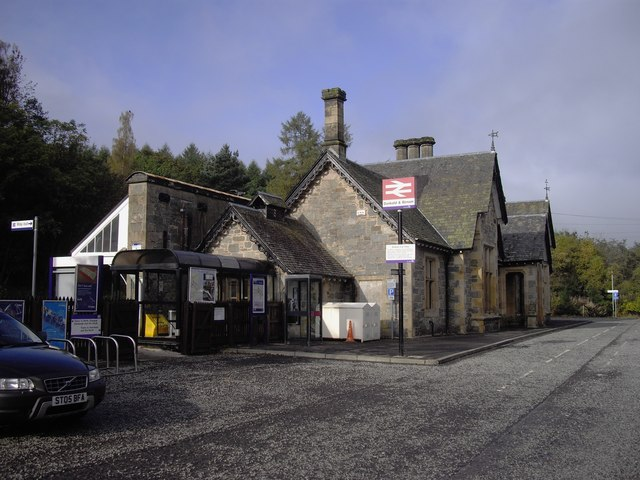
ダンケルド・アンド・バーナム駅

A9号線は1977年に開通した区間を通ってダンケルドを迂回する。町は現在車でグラスゴーおよびエディンバラから1時間、インヴァネスから2時間の距離にある。バーナムとダンケルドには、A9号線沿いにバスが定期運行されており、中でも Scottish Citylink による長距離バスの運行がある。パースとインヴァネスを結ぶハイランド本線のダンケルド・アンド・バーナム駅から鉄道を利用できる。路線を走る列車のほとんどはエディンバラ・ウェイヴァリー駅かグラスゴー・クイーンストリート駅まで乗り入れる。日曜日にはイースト・コースト本線の列車運行会社によって南行列車がエディンバラ経由でロンドン・キングス・クロス駅まで乗り入れるが、対応するロンドン発の北行列車は存在しない。カレドニアン・スリーパーが（土曜日以外）毎日ロンドン・ユーストン駅までを結ぶ。

### 訳注
1. ↑  和訳文はシェイクスピア著、安西徹雄訳（2008年）「マクベス」光文社、p163. より引用。